# Уро-Соги
Уро-Соги (фр. Ourossogui) — город и коммуна на северо-востоке Сенегала, на территории области Матам. Входит в состав департамента Матам.

## Географическое положение
Город находится в северо-восточной части области, западнее реки Сенегал, вблизи границы с Мавританией, на расстоянии приблизительно 433 километров к востоку-северо-востоку (ENE) от столицы страны Дакара. Абсолютная высота — 25 метров над уровнем моря.

## Население
По данным переписи 2002 года численность населения Уро-Соги составляла 13 177 человек.
Динамика численности населения города по годам:
| 1976 | 1988 | 2002   | 2010   |
| ---- | ---- | ------ | ------ |
| 4247 | 6402 | 13 177 | 17 100 |

## Транспорт
В окрестностях города расположен одноимённый аэропорт (ICAO: GOSM, IATA: MAX). Через город проходят национальные автотрассы N2 и N3.